# William Kennedy Dickson
William Kennedy-Laurie Dickson (Le Minihic-sur-Rance, 3 de agosto de 1860 – Twickenham, 28 de setembro de 1935) foi um inventor escocês que criou uma câmera cinematográfica pioneira enquanto trabalhava para Thomas Edison, tendo sido precedido nesse intento apenas por Louis Le Prince.

## Origens
William Kennedy Dickson nasceu em 3 de agosto de 1860 em Le Minihic-sur-Rance, na Bretanha, França. Sua mãe era Elizabeth Kennedy-Laurie (c.1823-1879), que pode ter nascido na Virginia. Seu pai era James Waite Dickson, um artista, astrônomo e lingüista escocês. Comentando suas origens, Dickson afirmava descendência direta do pintor Hogarth e do juiz John Waite, o homem que condenou Carlos I à morte.

## Inventor e pioneiro do cinema
Aos 19 anos de idade, em 1879, William Dickson escreveu uma carta a Thomas Edison à procura de emprego com o inventor, mas não foi atendido. Nesse mesmo ano Dickson, sua mãe, e duas irmãs se mudaram da Inglaterra para a Virgínia.
Em 1883 ele finalmente foi contratado para trabalhar no laboratório de Menlo Park, de Edison, que em 1888 concebeu um aparelho que "faria para olho o que o fonógrafo faz para o ouvido". Em outubro, Edison apresentou uma pedido preliminar de patentejunto ao escritório de patentes dos Estados Unidos descrevendo os seus planos para o dispositivo. Em março de 1889 um segundo pedido preliminar foi apresentado, em que o dispositivo cinematográfico recebeu um nome, Cinetoscópio. Dickson, na época o fotógrafo oficial da empresa de Edison, foi designado para transformar o conceito em realidade.
William Dickson, inventou a primeira película de celulóide destinada especificamente para esta aplicação. Ele cortou uma filme em rolo convencional, que na época era de 70 mm de largura, e perfurou as laterais das tiras 35 mm resultantes, criando assim o padrão de filme de 35 mm até hoje em uso em cinema e fotografia.
Em seguida William Dickson e sua equipe, do laboratório de Edison, trabalharam por vários anos no desenvolvimento do Cinetoscópio. O primeiro protótipo foi apresentado em maio de 1891, e o design do sistema foi finalizado no outono de 1892. A versão completa do Cinetoscópio foi revelada oficialmente no Brooklyn Institute of Arts and Sciences  em 9 de maio de 1893. Esse equipamento não consiste tecnicamente em um projetor, e sim em uma máquina de peep show. Ele mostrava em loop contínuo o filme que Dickson havia inventado, que era iluminado por uma lâmpada inventada por Edison. O filme era visto individualmente por cada espectador, através de uma janela que funcionava como visor, instalada em uma das paredes do equipamento. Contudo, o Cinetoscópio introduziu o processo de base que viria a ser o padrão para todas projeções cinematográficas anteriores ao advento do vídeo.
William Dickson e sua equipe também desenvolveram o Cinetógrafo, uma forma inovadora de câmeras de cinema para filmar experimentos de sua empresa e, eventualmente, apresentações comerciais do Cinetoscópio.
William Dickson foi a primeira pessoa a fazer um filme para que o Papa, e teve sua câmera benzida por Leão XIII.
No final de 1894 ou no início de 1895, William Dickson tornou-se assessor ad hoc para a operação cinematográfica da família Latham, que dirigia uma das principais empresas de exibição de Cinetoscópios. Buscando desenvolver um sistema de projetor, essa empresa contratou o ex-funcionário de Edison, Eugene Lauste, provavelmente por sugestão de Dickson. Em abril de 1895 Dickson demitiu-se junto a Edison e juntou-se à empresa dos Latham. Com o auxílio de Lauste, ele ajudou a inventar o que viria a ser conhecido como o Latham loop, permitindo realizar filmes até então impossíveis. A equipe de ex-funcionários de Edison apresentaram o sistema projetor Eidoloscope, que seria utilizado na primeira exibição comercial de um filme jamais ocorrida, em 20 de maio de 1895. Com os Latham, Dickson fez parte do grupo que criou a American Mutoscope and Biograph Company, antes de retornar definitivamente para trabalhar no Reino Unido, em 1897.
William Dickson formou sua própria companhia, que produziu o mutoscópio, uma forma de máquina de peep show a manivela. Estas máquinas produziam imagens em movimento, por meio de um tambor rotativo com cartões de ilustrações, semelhante em conceito aos filoscópios. Eles eram muitas vezes posicionadas em locais à beira-mar, mostrando sequências de mulheres despindo-se ou agindo como modelos. Na grã-Bretanha, elas se tornaram conhecidas como máquinas "o que o mordomo viu" (em inglês: "what the butller saw" machines), nome emprestado de um dos primeiros e mais famosos filmes softcore.